# Avex mode
avex mode（エイベックス・モード）は、かつて存在したエイベックス・ピクチャーズの映像・音楽レーベル。

## 概要
1998年4月、エイベックス（後のエイベックス・エンタテインメント株式会社）の音楽プロデューサーである長澤隆之はavex traxおよびavex tuneから分離しアニメ専門レーベルa.t.m.を創立。同レーベル作品の第一弾が『頭文字D』である。翌1999年11月、a.t.m.はavex modeにレーベル名を改称する。
『ONE PIECE』などのアニメ作品や『平成仮面ライダーシリーズ』（『龍騎』 - 『ディケイド』）に代表される特撮作品の映像・音楽ソフトを発売していた。同社制作のアニメ作品はAT-XやアニマックスでCS初出となる例が殆どである（『ヒカルの碁』はAT-X初出後、キッズステーションで放送。）。AT-X初出作品が後にアニマックスの同社制作アニメ枠『avex mode アニメアワー』（エイベックス・モード アニメアワー）で流れる例も少なくなかった（2007年2月で放送休止）。
2007年に入ると、avex entertainment（原作付きアニメ作品）やZOOM FLICKER（オリジナルアニメ作品）レーベルが使用されるようになり、2009年から「平成仮面ライダーシリーズ」もavex entertainmentに移管。2011年以降は『頭文字D』（Final Stageまで）と『ONE PIECE』（パンクハザード編まで）で使用される程度に縮小されていた。
その後、2014年4月1日に設立されたエイベックス・ピクチャーズ株式会社へ移籍し、発売元・販売元もエイベックス・マーケティングから同社に変更された。同時に『ONE PIECE』もavex picturesレーベルに移管した。ただし、パンクハザード編終了まではここのレーベルでの担当だった。
『頭文字D』がFinal Stageをもって展開終了したことにより、このレーベルでリリースされている新規作品が存在しないため、同年夏頃に事実上消滅した。

## コピーコントロールCDについて
エイベックス社全体では、販売用CDは原則的にCCCDを採用しないことになった（レンタル用は一時期ほぼ全タイトルCCCDの時期あり）が、このレーベルに於いては、その原則からはずれた販売用にもCCCDを使用したタイトルが2006年1月の時点でも多数見受けられた。
ただし『サクラ大戦』シリーズにおいては、同シリーズのプロデューサーである広井王子が『ゲーム音楽のCDがゲーム機で再生出来ない事』に対する不快感を示していた事から、以前から特例としてCCCDを採用していなかった。

## DVD販売について
以前は各巻につき4話収録をとっていた時期もあったが、最近はほとんどの作品は一巻に2・3話収録していることが多く、4話収録は他社との提携作品あるいはBOXの単品を除いて殆ど見られなくなった。この手法により『ONE PIECE』や『ブラック・ジャック』（続編の『ブラック・ジャック21』）などの作品のメディア化の遅さが懸念されている。3ヶ月放送された作品には一巻に2話収録しており、全6巻での完結が多くなっている。一時は売り上げが不振だった作品を打ち切ることもあった（後にこの状態は改善され、レーベルが消滅するまで販売を打ち切られることは無かった。）。

## かつて所属していたアーティスト
- 安藤高弘
- ISSA (DA PUMP)
- 植田佳奈
- 榎本温子
- 嘉陽愛子
- 菊地美香
- Kids Allive
- 工藤進
- 小林沙苗
- 佐橋俊彦
- ZZ
- 島谷ひとみ
- たかはしごう
- 多田彰文
- 田中公平
- 茅原実里（『涼宮ハルヒの憂鬱』関連CDや、2007年1月発売以降のマキシシングルはランティスからリリース）
- 寺田恵子
- 東京プリン
- DRM
- 長澤隆之（音楽プロデューサー）
- 鳴瀬シュウヘイ
- NOCCHI
- BeForU
- 広井王子
- V6
- 布施明
- 三宅一徳
- 桃井はるこ
- 和田薫
- 渡部チェル
- 渡辺俊幸

## ロゴ
avex2代目ロゴ

## 主要作品一覧
avex entertainmentおよびZOOM FLICKERレーベル作品に関しては、各項を参照されたい。

### アニメ
- GA 芸術科アートデザインクラス
- アイシールド21（音楽関連のみ）
- ASTROBOY 鉄腕アトム（ドラマCDを制作・発売）
- A・LI・CE
- いちご100%（TV版のみ、OVAは他社の担当（音源も他社が制作・保有））
- 頭文字Dシリーズ（Final Stageまで）
- 犬夜叉
- うえきの法則
- エイトマン（DVDメモリアルボックス）
- おくさまは女子高生（ゲーム音源はリリース元（データム・ポリスター）の音楽部門が制作・保有）
- capeta（発売元はマーベラスエンターテイメント）
- 北へ。〜Diamond Dust Drops〜（アニメ版、ゲーム音源はコナミデジタルエンタテインメント マルチメディアユニットが制作・保有）
- 機動天使エンジェリックレイヤー
- キャプテン（DVDメモリアルボックス）
- キャプテン翼（テレビ東京版最新シリーズ）
- ギルガメッシュ
- ゴースト・ハント（アニメ音源はマーベラスエンターテイメントが制作・保有）
- Sci-Fi HARRY
- サイボーグ009（2001-02年）
- サクラ大戦シリーズ（TVアニメ版制作開始時から）
- サムライガン（DVDはGDH映像ソフト部門（発売元）とソニー・ピクチャーズエンタテインメント（販売元）からリリース）
- 07-GHOST
- 獣装機攻ダンクーガノヴァ
- ゾイドシリーズ（ゾイドTVアニメ第一作の後半から、ゾイド フューザーズはR and Cが音源制作）
- 高橋留美子劇場
- チャンス〜トライアングルセッション〜（TVアニメ版）
- 天上天下
- ドクタースランプ（後期）
- ドラえもんシリーズ（2001年 - 2005年度末、映像ソフトのリリースは従来どおり小学館（発売元）とポニーキャニオン（販売元）から）
- NANA（アニメ版の音楽関連のみ、DVDはバップからリリース）
- 人間交差点
- 爆転シュート ベイブレード
- 妖逆門
- 破邪巨星Gダンガイオー
- パワーストーン
- ヒカルの碁
- FF：U 〜ファイナルファンタジー:アンリミテッド〜
- ブラック・ジャック（よみうりテレビ制作シリーズ）
- プレイボール（1・2）
- 星のカービィ
- ボボボーボ・ボーボボ（DVD販売のみ、音源制作はコロムビアMEの担当）
- 蟲師（音源はアニメ版・実写映画版ともにマーベラスエンターテイメントから発売）
- メジャーシリーズ
- ヤミと帽子と本の旅人（アダルトゲーム原作のテレビアニメで、エイベックスにとって初めての配給作品である）
- 吉永さん家のガーゴイル（DVDはトライネットエンタテインメント（発売元）とハピネット・ピクチャーズ（販売元）からリリース）
- らぶドル 〜Lovely Idol〜（アニメ版のみ、音源制作はランティスとの提携（同社は劇伴制作にも関与））
- リーンの翼（音楽制作のみ、映像制作はバンダイビジュアル）
- リングにかけろ1シリーズ（映像販売のみ、映像制作はアニメ制作担当の東映アニメーション、音楽制作はラムズのインディーズレーベル（販売委託はポニーキャニオン））
- ロックマンエグゼ（第一作のみ、第二作以降はカプコン系の音楽レーベル（カプコン・セルピューターレーベル）やテイチクエンタテインメントが音源を制作・保有）
- ONE PIECE（グランドライン編からパンクハザード編まで）

### 実写・特撮
- ウルトラQ dark fantasy
- ウルトラマン（DVDメモリアルボックス）
- エコエコアザラク〜眼〜
- 大映テレビドラマシリーズ（DVDメモリアルボックス）
- 平成仮面ライダーシリーズ（2002年以降から担当。劇場版の主題歌は他社から発売されることもある）
  - 仮面ライダー龍騎
  - 仮面ライダー555
  - 仮面ライダー剣
  - 仮面ライダー響鬼
  - 仮面ライダー THE FIRST
  - 仮面ライダーカブト
  - 仮面ライダー電王
  - 仮面ライダー THE NEXT
  - 仮面ライダーキバ
  - 仮面ライダーディケイド
- 魔弾戦記リュウケンドー
- 東京フレンズ（フジテレビ共同制作オリジナルDVDドラマ）

## 関連する情報誌やテレビ番組
- pam! - 主要アニメショップやレコード店で無料配布の同社関連番組や商品に関する情報誌。
- pam!TV - アニマックスで放送されていたavex mode関連作品枠で流れていたミニ番組。2007年2月で放送休止。